# Bartłomiej Jaszka
Bartłomiej Jaszka (* 16. Juni 1983 in Ostrów Wielkopolski, Polen) ist ein ehemaliger polnischer Handballspieler. Der 1,85 m große Jaszka, der beim polnischen Verein MMTS Kwidzyn als Trainer tätig ist und für die polnische Männer-Handballnationalmannschaft auflief, wird meistens auf der Rückraummitte eingesetzt.

## Karriere

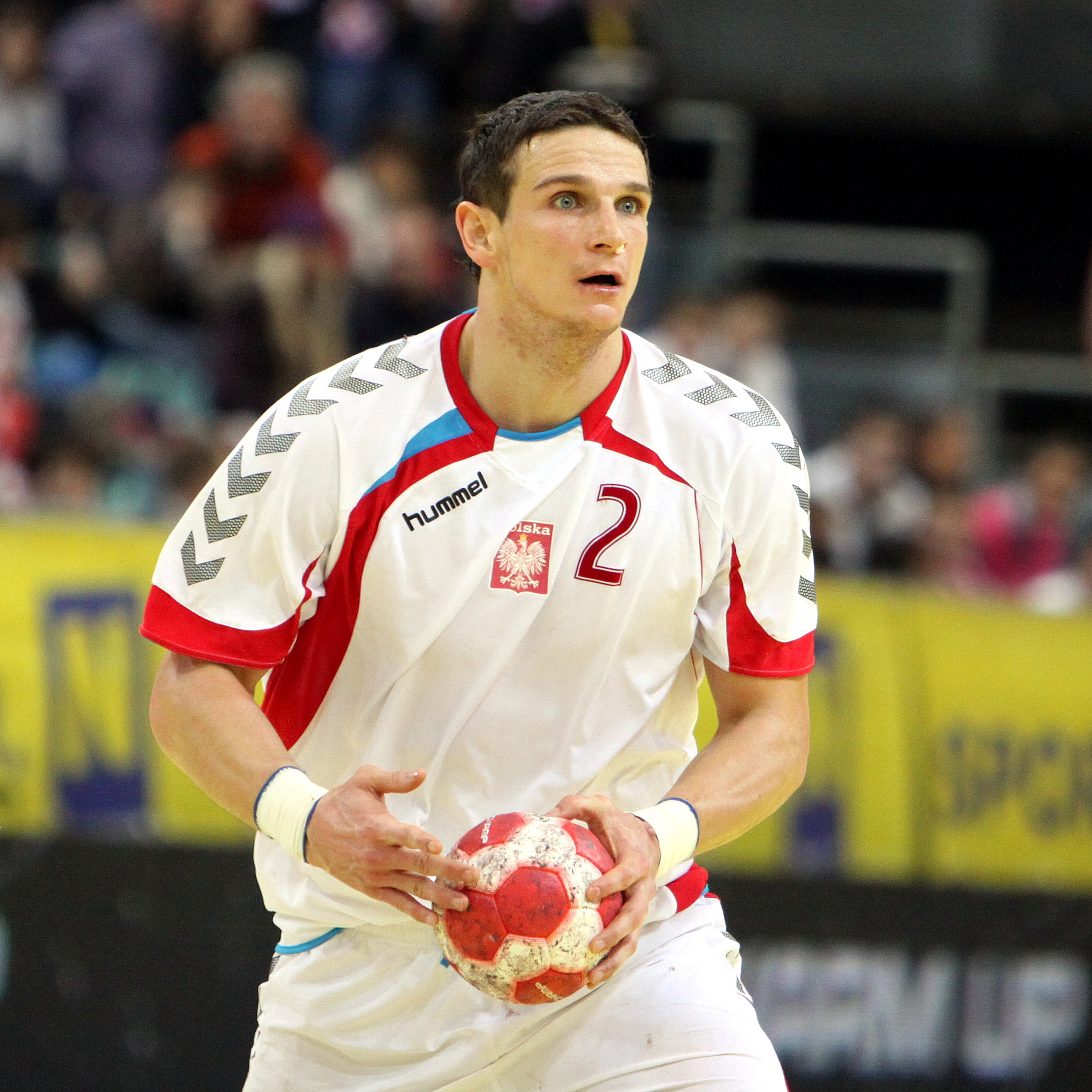
Bartłomiej Jaszka im Januar 2010

Bartłomiej Jaszka begann bei KPR Ostrovia Ostrów Wielkopolski mit dem Handballspiel.
Dort gewann er 2002 die polnische Juniorenmeisterschaft und wechselte daraufhin zu MKS Zagłębie Lubin in die erste polnische Liga. Nach der Vizemeisterschaft 2005 und einem dritten Platz 2006 gewann er mit den Südpolen 2007 die polnische Meisterschaft und zog in die Gruppenphase der EHF Champions League ein. Dort machte er besonders beim Sieg seines Teams gegen die SG Flensburg-Handewitt auf sich aufmerksam, sodass er im Dezember 2007 zusammen mit seinem Vereinskameraden Michał Kubisztal vom deutschen Verein Füchse Berlin verpflichtet wurde, mit dem er 2014 den DHB-Pokal sowie 2015 den EHF Europa Pokal gewann.
Bartłomiej Jaszka hat 152 Länderspiele für die polnische Nationalmannschaft bestritten. Bei der Weltmeisterschaft 2007 in Deutschland stand er nur im erweiterten Aufgebot der Polen. Bei der WM 2009 in Kroatien erreichte er mit dem polnischen Team Platz drei. Auch an der WM 2011 in Schweden nahm er teil.
Nachdem er sich im Mai 2014 an der rechten Schulter verletzt hatte, konnte er nur noch wenige Spiele für seinen Verein absolvieren. Aufgrund der Verletzung folgte im Sommer 2016 dann sein endgültiges Karriereende. In der Saison 2016/17 war Jaszka beim MKS Kalisz als Spielertrainer tätig. Im Sommer kehrte Jaszka zu MKS Zagłębie Lubin zurück, wo er ebenfalls als Spielertrainer tätig war.
Seit dem Dezember 2018 ist er der Cheftrainer der polnischen Junioren-Nationalmannschaft. In der Saison 2020/21 trainierte er den polnischen Verein MMTS Kwidzyn. Im Juli 2021 gaben die Füchse Berlin sein Engagement als Trainer der zweiten Mannschaft und als Techniktrainer im Nachwuchsbereich bekannt, jedoch musste er noch vor Saisonbeginn 2021/22 aus persönlichen Gründen absagen. Im Sommer 2022 übernahm er erneut das Traineramt von MMTS Kwidzyn.

### Bundesligabilanz als Spieler
| Saison    | Verein        | Spielklasse | Spiele | Tore | 7-Meter | Feldtore |
| --------- | ------------- | ----------- | ------ | ---- | ------- | -------- |
| 2007/08   | Füchse Berlin | Bundesliga  | 15     | 29   | 0       | 29       |
| 2008/09   | Füchse Berlin | Bundesliga  | 24     | 56   | 0       | 56       |
| 2009/10   | Füchse Berlin | Bundesliga  | 34     | 110  | 0       | 110      |
| 2010/11   | Füchse Berlin | Bundesliga  | 34     | 101  | 0       | 101      |
| 2011/12   | Füchse Berlin | Bundesliga  | 29     | 95   | 3       | 92       |
| 2012/13   | Füchse Berlin | Bundesliga  | 27     | 109  | 1       | 108      |
| 2013/14   | Füchse Berlin | Bundesliga  | 29     | 82   | 0       | 82       |
| 2007–2014 | gesamt        | Bundesliga  | 192    | 582  | 4       | 578      |